# Монігетті Іполит Антонович
Іполит Антонович Монігетті (італ. Ippolito Martin Florian Monighetti; 2 травня 1819, Москва — 10 травня 1878, Санкт-Петербург) — російський архітектор і аквареліст, представник архітектурної еклектики, який багато працював по замовленнях царської родини і вищої аристократії в Російській імперії і за її межами.

## Біографія
Народився в родині маляра Антоніо Монігетті, родом з Б'яски (Швейцарія), який жив і працював у столиці Росії — Москві. Пройшовши блискучим чином курс московського Строгановського училища технічного малювання, в 1834 році вступив у вихованці Імператорської академії мистецтв, в якій головним його наставником і порадником по архітектурі був проф. Олександр Павлович Брюллов.
1839 рік — за складений проект театрального училища Іполит Монігетті нагороджений малою золотою медаллю другого ступеня, але у зв'язку з хворобою, був вимушений не брати участь в конкурсі на отримання наступної великої золотої медалі і, вийшовши з академії зі званням художника XIV класу, для поправлення і відновлення здоров'я відправився в Італію. Пробувши досить довго в Італії і відвідавши після того Грецію, Туреччину і Єгипет, досить ретельно вивчав у цих країнах пам'ятники архітектури, креслив і малював їх деталі, й таким чином склав велике зібрання цікавих малюнків і креслень, які після повернення його до Санкт-Петербургу, в 1847 році, дуже допомогли йому, і незабаром він отримав звання академіка. Частина цих малюнків надійшла потім в архітектурний клас академії, як дорогоцінний і дуже важливий матеріал для вивчення художніх стилів, переважно — орнаменталістики.
Будівельна діяльність Іполита Монігетті по його прибутті на батьківщину почалася з того, що його установили на посаду головного архітектора Імператорських царськосільських палаців — спорудою граціозної купальні у вигляді турецької мечеті на великому ставку, обробкою палацових квіткових оранжерей, влаштуванням двох містків в парку Царського Села і будівництвом кількох панських дач і маєтків в цьому місті. Потім були збудовані в Петербурзі будинки для графа Новосильцева, графині Апраксіної, князя Воронцова (на річці Мойці), графа Павла Сергійовича Строганова (на вулиці Чайковського), пані Ніротморцевої та для інших впливових російських багатіїв.
1858 рік — отримав професорський титул як художник, і тому, вже заслужив почесну повагу і популярність у колег. Цього ж року Монігетті зайнявся зведенням і будівництвом за своїми проектами різних будівель на імператорській дачі в Лівадії (в Криму), у тому числі й надзвичайно витонченої церкви візантійського стилю.
1864 рік — він склав проект православної церкви у Веві, що в Швейцарії. Після виконаного будівництва церкви, почав обробляти декілька парадних кімнат в Анічковському палаці, у Петербурзі. З нагоди його пристосування до резиденції спадкоємця цесаревича, а згодом імператора Олександра Олександровича III (тут особливо вдало декоровані сходи, як любив Людовик XVI, вітальня, яка теж була в смаку імператора Людовика XIV і велика бібліотека в пізньороманському стилі).
1869 — 1873 роки — Морське міністерство доручило Іполиту Монігетті зайнятись внутрішнім оздобленням і обробкою імператорських яхт «Держава» і «Лівадія», що представляли чудеса комфорту і розкоші.
Подальші його роботи полягали в спорудженні панського будинку в курському маєтку князя В. І. Борятинського, поновленні імператорського палацу в Скерневицях поблизу Варшави і складанні проєкту будівлі для Політехнічного музею в Москві. Закінчити останній з яких, художнику не дозволила тяжка хвороба, яка шкидко звела його в могилу.
Помер 10 травня 1878 року в Сант-Петербурзі.

## Забудови

### Санкт-Петербург
- 1 — Набережна Обвідного каналу, буд. № 155 — особняк Т. Ділева. 1849 р.
- 2 — Вулиця Некрасова, буд. № 28 — особняк С. О. Трубецького. Розширення. 1851 р. (Перебудований).
- 3 — Горохова вулиця, буд. № 9 — Мала Морська вулиця, буд. № 12 — прибутковий будинок Жеребцова. 1852 — 1854 р. (Надбудований).
- 4 — Набережна річки Мийки, буд. № 106 — особняк М. В. Воронцової. Перебудова. 1856 — 1857 р. (Частково перебудований).
- 5 — Вулиця Чайковського, буд. № 11, Мохова вулиця, буд. № 2 — особняк П. С. Строганова. 1857 — 1859 рр. (Розширено та надбудовано).
- 6 — Набережна річки Мойки, буд. № 94 — оздоблення інтер'єрів Юсуповського палацу. 1858 р. — 1860. (Частково перероблені).
- 7 — 1860 р. — надгробний пам'ятник Н. Ф. Щербини. Некрополь майстрів мистецтва, Олександро-Невська лавра.
- 8 — Набережна Лейтенанта Шмідта — пам'ятник І. Ф. Крузенштерну і пристань, 1870 — 1873, скульптор Іван Миколайович Шредер.
- 9 — Невський проспект, буд. № 39 — оздоблення інтер'єрів і влаштування зимового саду в Анничковому палаці. 1874 — 1875. (Перебудовані).

### Царське село
- 1 — 1848 — 1850. Швейцарський будиночок для сторожів парку біля Великого Капризу(втрачений);
- 2 — 1848 — 1850. Стайні власного царського виїзду (втрачені)[7];
- 3 — 1848 — Садиба П. Р. Багратіона (Н. С. Чавчавадзе). Це була одна з перших побудов архітектора в Царському Селі;
- 4 — 1849 — Будинок Теплова. Оранжерейна 37 / Магазійна 50;
- 5 — 1850 — Кавові павільйони на вулицях Церковній і Колпінський (втрачені);
- 6 — 1850 — 1852. Павільйон «Турецька лазня» в Катерининському парку;
- 7 — 1850 (1858 рік перебудова) — Новосільська. Будинок Стамерова (втрачений);
- 8 — 1852 — Будинок надвірного радника Дмитрієва на Середній вулиці (втрачений);
- 9 — 1854 — Будинок Бакіновського на Пушкінській, буд. 31 (втрачений);
- 10 — 1854 — Будинок генерала Паткуля на Середній вулиці;
- 11 — 1856 — Будинок метрдотеля Імперта на Бульварній вулиці (втрачений);
- 12 — 1858 — Будинок Новосильцева на розі вулиць Бульварної та Широкої (втрачений);
- 13 — 1858 — Будинок В. І. Монігетті на Новосільській вулиці (втрачений);
- 14 — 1859 — Будинок графині Стенбок (1859 р.) на Бульварній вулиці (втрачений);
- 15 — 1859 — Два будинки Симборського (1859 р.) на Павлівському шосе (втрачено);
- 16 — 1850 — в процесі реставраційних робіт у Великому залі палацу, за пропозицією архітектора був встановлений новий плафон, виконаний e 1857 р/ Ф. Вундерліхом і Е. Франчуолі;
- 16 — 1860 — Будинок князя Лобанова-Ростовського на Пушкінській вулиці (втрачений);
- 17 — У 1862 — 1863 рр.  — парадні сходи Єкатерининського палацу знову перебудували. І. А. Монігетті виконав їх в мармурі, в стилістиці рококо і прикрасив наскрізними різьбленими балюстрадами і фігурними вазами;
- 18 — У 1856 — 1863 рр.  — під керівництвом архітектора відбувається перебудова в Ліонському залі палацу.

Іполиту Монігетті належали три будинки й на Жовтневому бульварі, Бульварній вулиці. Всі три відзначені на Атласі Цилова:
- 1-й бульварний провулок — Монігетті Іполит Антонович — 1858 — архітектор, Ц. С., дмв., 1-й Бульварний провулок буд. 3;
- 2-й Бульварний провулок — Монігетті Іполит Антонович — 1858 — архітектор, Ц. С., дмв., 2-й Бульварний провулок, буд. 3;
- Бульварна вулиця — будинок В. І. Монігетті (ур. Горностаєвої).